# Iran tấn công căn cứ quân sự Mỹ tháng 1 năm 2020
Vào ngày 8 tháng 1 năm 2020, một hoạt động quân sự mang mã tên Chiến dịch Nỗi đau Soleimani (tiếng Ba Tư: عملیات شهید سلیمانی), của Vệ binh Cách mạng Hồi giáo (IRGC) đã bắn 22 tên lửa đạn đạo vào căn cứ không quân Ayn al-Asad ở tỉnh Al Anbar, miền tây Iraq, và các tên lửa bắn vào căn cứ không quân khác ở Erbil, thuộc Iraq Kurdistan, để đáp trả vụ ám sát Thiếu tướng Qasem Soleimani bởi lực lượng Hoa Kỳ. Iran đã thông báo cho chính phủ Iraq về vụ tấn công. Không có thương vong của Iraq hay Mỹ được báo cáo. Một cuộc tấn công trả đũa trước đó cũng diễn ra vào ngày 4 tháng 1, khi tên lửa và đạn cối được bắn vào căn cứ không quân Balad và Vùng xanh. Vào tối ngày 8 tháng 1 năm 2020, Reuters đưa tin ba tên lửa Katyusha đã bắn vào Vùng Xanh của Baghdad.

## Bối cảnh
Trước các cuộc tấn công trả đũa này, các quan chức Iran đã tuyên bố rằng Iran sẽ trả đũa các lực lượng Hoa Kỳ vì đã giết chết tướng Qasem Soleimani tại Baghdad vào ngày 3 tháng 1 năm 2020. Được biết, sau cuộc tấn công Baghdad, các cơ quan gián điệp Mỹ đã phát hiện ra các trung đoàn tên lửa đạn đạo của Iran đang ở trạng thái sẵn sàng cao độ nhưng không rõ thời điểm nào chúng sẽ phòng thủ hoặc tấn công trong tương lai vào lực lượng Mỹ. Tổng thống Hoa Kỳ Donald Trump cảnh báo Tehran rằng bất kỳ sự trả đũa nào cũng sẽ dẫn đến việc Mỹ tấn công vào 52 địa điểm quan trọng của Iran, bao gồm các địa điểm văn hóa.
Vào ngày 3 tháng 12 năm 2019, năm tên lửa đã bắn xuống căn cứ không quân Ayn al-Asad và không gây thương tích nào. Một "nguồn an ninh" bên trong căn cứ không quân Ayn al-Asad và một "quan chức địa phương tại một thị trấn gần đó" nói rằng nguồn tin căn cứ không quân Ayn al-Asad đang bị tấn công vào thời điểm đó là sai. Những tin tức này trên Twitter tạm thời gây ra một cuộc biểu tình về tương lai dầu thô của Mỹ và Brent.
Vào ngày 4 tháng 1 năm 2020, hai tên lửa đã tấn công căn cứ không quân Balad nằm gần Baghdad. Hai phát đạn cối cũng bắn vào Vùng Xanh của Baghdad. Các cuộc tấn công không gây thương vong hoặc thiệt hại nào.
Theo phát ngôn viên của Thủ tướng Iraq Adel Abdul Mahdi, vào ngày 8 tháng 1 thời điểm ngay sau nửa đêm, Thủ tướng đã nhận được một tin nhắn từ Iran, cho thấy phản ứng về việc giết chết Tướng Soleimani "bắt đầu hoặc đã bắt đầu". Iran cũng thông báo cho Thủ tướng rằng chỉ những địa điểm mà quân đội Mỹ đóng quân mới là mục tiêu. Mặc dù vị trí chính xác của các căn cứ không được tiết lộ, các quan chức Mỹ xác nhận quân đội của họ đã có cảnh báo đầy đủ về mọi khả năng cuộc tấn công.

## Cuộc tấn công
Theo Cơ quan Thông tấn Sinh viên Iran (ISNA), cơ quan thông tấn nhà nước của nước này, Iran đã bắn "hàng chục tên lửa hành trình đất đối đất" vào các căn cứ và nhận trách nhiệm về các vụ tấn công. ISNA tuyên bố mã lệnh sử dụng để phóng tên lửa là 'Oh Zahra.' Các cuộc tấn công diễn ra trong hai đợt, mỗi đợt cách nhau khoảng một giờ. Vệ binh Cách mạng Hồi giáo (IRGC) đã nhận trách nhiệm về vụ tấn công và tuyên bố đó là hành động đáp trả việc giết chết Soleimani. IRGC cũng tuyên bố nếu Hoa Kỳ phản ứng bằng một cuộc tấn công trả đũa, IRGC sẽ đáp trả lại. IRGC tuyên bố họ cảnh báo và áp dụng cho tất cả các đồng minh của Hoa Kỳ, những quốc gia đã cung cấp căn cứ quân sự của họ cho quân đội Mỹ sử dụng.
Mặc dù Lầu Năm Góc tranh chấp con số được đưa ra, nhưng đã xác nhận rằng có hai căn cứ không quân Ayn al-Asad và Erbil ở Iraq đều bị tấn công. Một phát ngôn viên của Bộ Tư lệnh Trung ương Hoa Kỳ tuyên bố tổng cộng mười lăm tên lửa đã được bắn. Mười quả trúng căn cứ không quân Ayn al-Asad, một quả trúng căn cứ Erbil và bốn tên lửa không thành công. Các nguồn khác khẳng định rằng hai tên lửa đạn đạo bắn vào Erbil: một vào Sân bay quốc tế Erbil và không phát nổ, một rơi ở vị trí cách khoảng 20 dặm về phía tây Erbil.
Theo quân đội Iraq, 22 tên lửa đạn đạo đã được bắn vào 2 địa điểm trong khoảng thời gian từ 1h45 đến 2h15 sáng tại căn cứ al-Asad và Erbil. Họ cho biết 17 tên lửa đã được phóng vào căn cứ Ayn al-Asad và 5 tên lửa phóng vào Erbil. Theo tờ Thời báo Quân đội, một đặc nhiệm Mỹ cho biết căn cứ không quân al-Asad bị tấn công mạnh.
Hãng thông tấn Fars đã công bố video về những gì họ tuyên bố là cuộc tấn công vào lực lượng quân đội Mỹ ở Iraq.
Bộ trưởng Ngoại giao Iran Mohammad Javad Zarif tuyên bố Iran nhắm mục tiêu vào các căn cứ đã phát động cuộc tấn công ám sát thiếu tướng họ, trong khi người phát ngôn của Lực lượng Vệ binh Cách mạng Hồi giáo Iran cho biết thời điểm tấn công diễn ra chọn trùng với thời điểm mà Soleimani bị giết.

### Thương vong

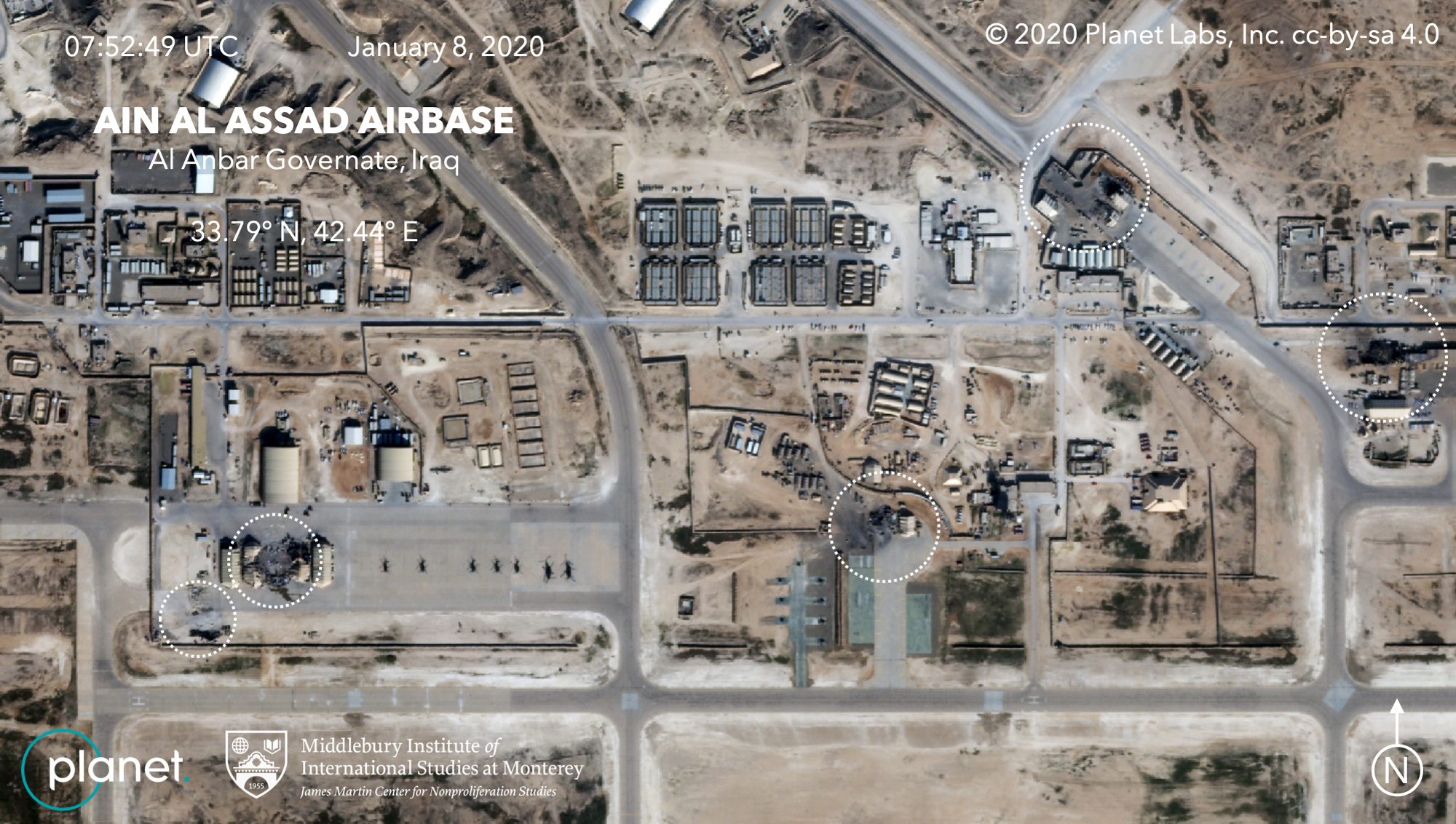
Thiệt hại (các điểm xung quanh) ít nhất năm cơ sở tại căn cứ không quân Ayn al-Asad trong một loạt tên lửa của Iran

Cả hai tên lửa nhắm bắn vào căn cứ Erbil đều gây thương vong. Không có thương vong nào được báo cáo ngay lập tức tại căn cứ không quân Ayn al-Asad. Người ta tin rằng Iran đã cố tình tránh thương vong trong hoạt động của họ, trong khi vẫn gửi một thông điệp quyết tâm mạnh mẽ sau việc Soleimani bị quân đội Mỹ giết chết.
Các quan chức Mỹ tuyên bố việc đánh giá thiệt hại bom đang diễn ra trong vài giờ sau vụ tấn công. Tổng thống Mỹ Donald Trump tuyên bố việc đánh giá về thương vong và thiệt hại đang diễn ra. Đánh giá ban đầu là "không có thương vong của Mỹ" và các tên lửa đã rơi vào các khu vực trong căn cứ không quân Ayn al-Asad không có người Mỹ cư trú. Một nguồn tin an ninh Iraq cho biết có thương vong ở căn cứ Iraq. Tuy nhiên, quân đội Iraq sau đó đã báo cáo không có thương vong trong lực lượng của họ. Các quan chức cấp cao của Iraq đã tuyên bố rằng không có thương vong nào của người Mỹ và người Iraq do các cuộc tấn công.
Người phát ngôn của Lực lượng Vũ trang Na Uy cho biết không có thương tích nào được báo cáo liên quan khoảng bảy mươi binh sĩ Na Uy đóng tại căn cứ không quân Ayn al-Asad. Thủ tướng Úc Scott Morrison xác nhận rằng không có người Úc nào bị thương trong vụ tấn công. Trong cuộc tấn công, ông đã báo cáo với Angus Campbell, chỉ huy Lực lượng Quốc phòng Úc, "hãy thực hiện mọi hành động cần thiết để bảo vệ và phòng thủ" quân nhân và các nhà ngoại giao Úc ở Iraq. Jonathan Vance, chỉ huy lực lượng vũ trang Canada, xác nhận rằng không có người Canada nào thiệt mạng trong vụ tấn công. Quân đội Đan Mạch khẳng định rằng không có binh sĩ Đan Mạch đã bị thương vong. Bộ trưởng Quốc phòng Ba Lan tuyên bố không có binh sĩ Ba Lan đóng quân tại Iraq bị thương. Tổng thư ký của OPEC Mohammed Barkindo tại hội nghị ở Abu Dhabi tuyên bố các cơ sở dầu mỏ của Iraq an toàn.
Truyền hình Iran tuyên bố rằng có 80 người Mỹ thiệt mạng cũng như nhiều thiệt hại máy bay trực thăng và "thiết bị quân sự" của Mỹ. Trump sau đó đã tuyên bố không có thương vong do cuộc không kích gây ra và thiệt hại là "tối thiểu".
Ảnh vệ tinh do Planet Labs chụp cho thấy thiệt hại lớn đối với căn cứ không quân Al Asad. Ít nhất năm cấu trúc đã bị hư hại trong cuộc tấn công, tên lửa đã bắn chính xác các tòa nhà riêng lẻ. David Schmerler, một nhà phân tích của Viện nghiên cứu quốc tế Middlebury tại Monterey, đã đánh giá các bức ảnh, nói rằng các cuộc tấn công dường như đã nhắm vào các tòa nhà lưu trữ máy bay, trong khi các tòa nhà được sử dụng làm nhà ở cho nhân viên không bị tấn công.

## Hậu quả
Cục Hàng không Liên bang Hoa Kỳ đã đưa ra một thông báo cho các phi công (NOTAM) cấm các hãng hàng không dân dụng Hoa Kỳ hoạt động trong không phận trên lãnh thổ Iraq, Iran và vùng biển của Vịnh Ba Tư và Vịnh Ô-man. Singapore Airlines và Qantas Airlines chuyển hướng các chuyến bay của họ từ không phận Iran sau các cuộc tấn công.
Vào tối ngày 8 tháng 1 năm 2020, Reuters đã đưa tin ba tên lửa Katyusha đã được bắn tại một khu vực thuộc Baghdad bởi các chiến binh không xác định, nhắm vào Vùng Xanh.

### Chuyến bay 752 của Ukraine International Airlines
Vài giờ sau vụ tấn công ban đầu bằng tên lửa đạn đạo vào Iraq và sau khi Cục Hàng không Liên bang Hoa Kỳ tuyên bố thông báo cho phi công khu vực, một chiếc Boeing 737-800 đã bị rơi ngay sau khi vừa cất cánh từ Sân bay quốc tế Imam Khomeini, làm thiệt mạng tất cả 176 hành khách trên máy bay, trong đó có 82 người Iran và 63 công dân Canada. Các quan chức Iran cho biết chiếc máy bay đã bị rơi do sự cố kỹ thuật không liên quan đến các cuộc tấn công tên lửa. Tuy nhiên, họ đã gây ra sự hoài nghi khi từ chối cho phép các quan chức hàng không của Boeing hoặc Mỹ tiếp cận vào hộp đen. Theo nguồn tin của IHS Markit, một công ty thông tin toàn cầu có trụ sở tại Luân Đôn, cho rằng chiếc máy bay đã bị bắn hạ bởi một tên lửa đất đối không SA-15 khi có các bức ảnh trực tiếp cho thấy các mảnh vỡ của tên lửa trong một khu vườn gần đó. Tổng thống Mỹ Donald Trump bình luận rằng ông thấy đây là vụ tai nạn đáng ngờ và "ai đó có thể đã phạm sai lầm phía bên kia". Tạp chí Newsweek của Mỹ đã trích dẫn lời hai quan chức tình báo Mỹ rằng chiếc máy bay này có khả năng bị bắn hạ bởi SAM của Iran vì nhầm nó với máy bay quân sự Mỹ.
Thời báo New York sau đó thu được và đã công bố video mục đích cho thấy khoảnh khắc máy bay bị trúng tên lửa của Iran.